# Janeth Jepkosgei Busienei

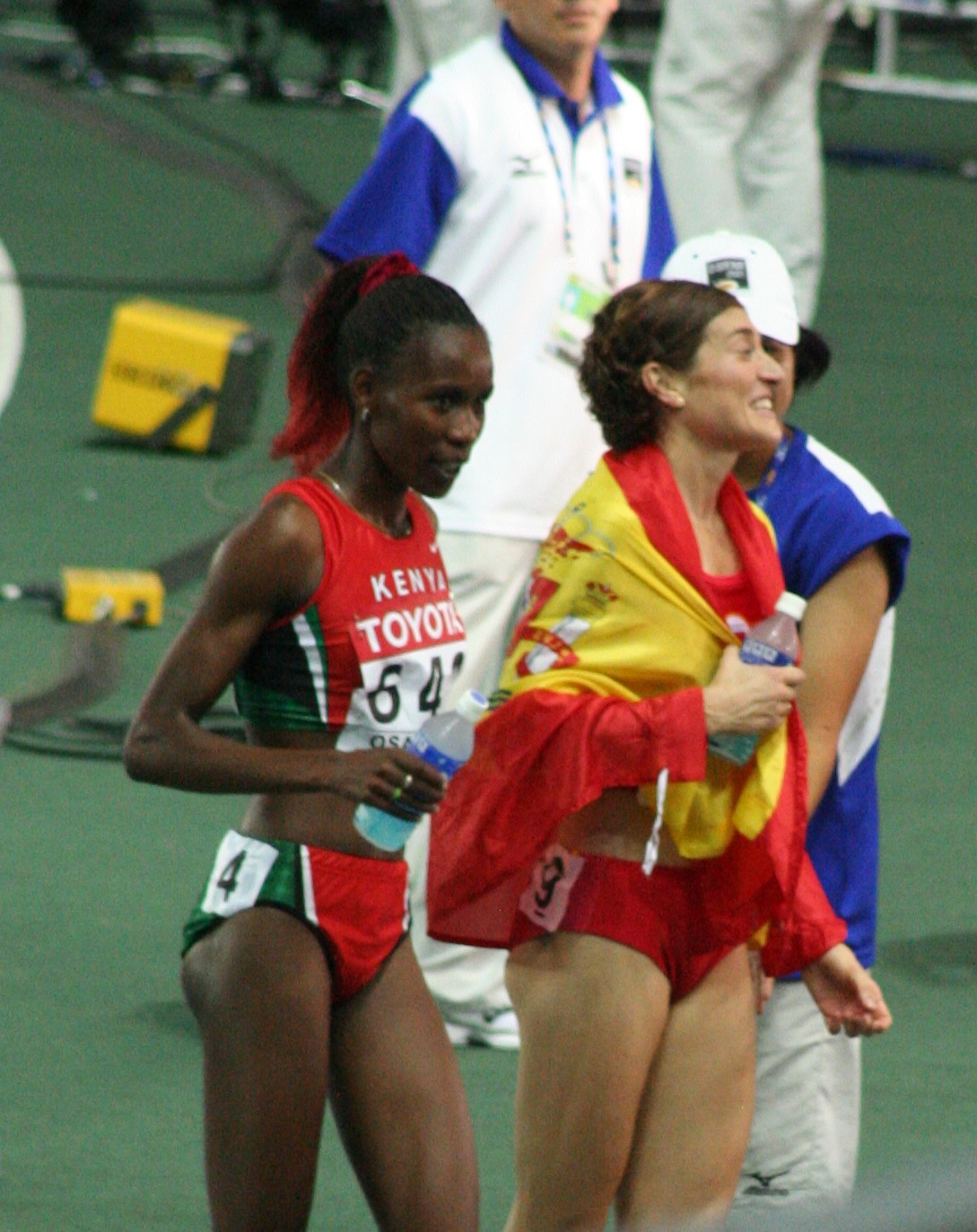
Janeth Jepkosgei Busienei (links) mit Mayte Martínez

Janeth Jepkosgei Busienei (* 13. Dezember 1983 in Kabirirsang bei Kapsabet) ist eine kenianische Mittelstreckenläuferin, die als erste Athletin ihres Landes Weltmeisterin im 800-Meter-Lauf wurde.
In ihrer Schulzeit konzentrierte sie sich auf den 400-Meter-Hürdenlauf, da aber bei den nationalen Ausscheidungskämpfen für die Juniorenweltmeisterschaften 1999 diese Disziplin nicht angeboten wurde, startete sie über 800 Meter und qualifizierte sich als Zweite. Bei den Juniorenweltmeisterschaften in Bydgoszcz schied sie allerdings im Vorlauf aus. Nach weiteren Erfolgen bei Juniorenwettbewerben nahm 2001 800-Meter-Olympiasieger Paul Ereng sich ihrer als Trainer an.
2002 siegte sie bei den Juniorenweltmeisterschaften in Kingston. Ihre Siegeszeit von 2:00,80 min bedeutete 2002 Platz 40 in der Weltjahresbestenliste. 2005 verbesserte sie ihre Bestzeit auf 1:57,82 min und belegte in der Weltjahresbestenliste den sechsten Platz.
Im März 2006 gewann sie bei den Commonwealth Games in Melbourne. In 1:57,88 min lag sie vor Kenia Sinclair (JAM) und Maria de Lurdes Mutola (MOZ). Am 11. Juli gewann sie beim Sportfest in Lausanne mit neuem Landesrekord von 1:56,66 min vor Mutola und Zulia Calatayud (CUB). Bei den Afrikameisterschaften im August auf Mauritius gewann sie in 2:00,64 min vor Mutola und vor Nouria Mérah-Benida (ALG). Nach diesem Sieg vertrat sie Afrika auch beim Weltcup, wo sie gegen Zulia Calatayud verlor, gegen die sie eine Woche zuvor auch beim World Athletics Final verloren hatte. Mit ihrer Zeit von Lausanne führte sie die Weltjahresbestenliste 2006 an.
In Osaka bei den Weltmeisterschaften 2007 lief sie bereits im Vorlauf und Halbfinale von der Spitze weg und zeigte, dass sie jedes Rennen von der Spitze gestalten will. Im Finale am 28. August 2007 lief sie erneut von der Spitze und legte die erste Runde in 56,16 Sekunden zurück. Sie hielt ihr Tempo fast bis zum Ende durch und gewann den Weltmeistertitel mit neuem kenianischen Landesrekord von 1:56,04 min. Die Medaillen hinter ihr gewannen mit Hasna Benhassi (MAR) und Mayte Martínez (ESP) zwei Läuferinnen, die gar nicht erst versucht hatten, ihr Tempo mitzugehen, aber dafür am Ende noch Kraft für einen Spurt hatten.
Bei den Olympischen Spielen 2008 in Peking gewann Jepkosgei die Silbermedaille in 1:56,07 min. Zusammen mit ihrer Landsfrau Pamela Jelimo ging Jepkosgei vom Start weg in Führung, am Ende gewann Jelimo in 1:54,87 min vor Jepkosgei und Benhassi.
2011 gewann Jepkosgei bei den Weltmeisterschaften in Daegu mit einer Zeit von 1:57,42 min die Bronzemedaille über 800 Meter. Die Siegerin des Wettbewerbs Marija Sawinowa wurde aber 2015 wegen Dopings disqualifiziert, so dass Busienei die Silbermedaille zuerkannt wurde.
Bei den Olympischen Spielen 2012 in London stand sie im Aufgebot der kenianischen Mannschaft und belegte im olympischen 800-Meter-Finale den 8. Rang.
Bei den Afrikameisterschaften 2014 in Marrakesch gewann sie die Silbermedaille im 800-Meter-Lauf.
Janeth Jepkosgei Busienei ist 1,67 m groß und wiegt 47 kg. Sie stammt aus demselben Dorf wie die Laufstars Wilfred Bungei und Wilson Kipketer. Ihr Trainer ist derzeit Claudio Berardelli, ihr Manager Federico Rosa.

## Bestzeiten
- 800 m: 1:56,04 min, 28. August 2007, Osaka
- 1000 m: 2:37,98 min, 28. August 2002, Rovereto
- 1500 m: 4:11,91 min, 8. September 2004, Rovereto